# Teucholabis laterospinosa
Teucholabis laterospinosa är en tvåvingeart som beskrevs av Alexander 1937. Teucholabis laterospinosa ingår i släktet Teucholabis och familjen småharkrankar. Inga underarter finns listade i Catalogue of Life.